# Ocolișel
Ocolișel – wieś w Rumunii, w okręgu Kluż, w gminie Iara. W 2011 roku liczyła 114 mieszkańców.